# Луїзіана (фільм, 1919)
Луїзіана (англ. Louisiana) — американська комедійна мелодрама режисера Роберта Дж. Віньоли 1919 року.

## Сюжет
Луїзіана — гірська дівчинка, яка живе в Північній Кароліні. Дівчину посилає батько працювати в курортному готелі. Там вона закохується з багатого молодого чоловіка, на превеликий жаль молодого гірського хлопця, який хоче, щоб вона відмовилася від її культурної роботи і повернулася в гори з ним.

## У ролях
- Вівіан Мартін — Луїзіана Роджерс
- Роберт Елліс — Лоуренс Ферол
- Ной Бірі — Лем Роджерс
- Артур Аллардт — Касс Флойд
- Лілліен Вест — Олівія Ферол
- Лілліан Лейтон — тітка Касандра
- Том Форман